# 12月10日
12月10日是公历一年中的第344天（闰年第345天），离全年结束还有21天。

## 大事记

### 18世紀以前
- 1508年：教宗国、法国、神圣罗马帝国、阿拉贡王国组成康布雷同盟，共同对抗威尼斯共和国。
- 1710年：法國-西班牙聯軍在比利亞維西奧薩戰役中擊敗奧格斯堡同盟，確立了費利佩五世的統治地位，西班牙正式進入波旁王朝。

### 19世紀
- 1817年：密西西比州成为美国第20个州。
- 1848年：路易-拿破崙·波拿巴贏得法國第一次總統選舉，並當選為法蘭西第二共和國的首位也是唯一的總統。
- 1867年：日本明治維新志士坂本龙马被暗殺，史稱「近江屋事件」。
- 1868年：英國西敏宮前街道交會處設置類似鐵路號誌機的煤氣燈，為世界第一盞交通號誌。
- 1898年：美国和西班牙签署《巴黎条约》，美西战争正式结束。

### 20世紀
- 1901年：根據瑞典化學家阿爾弗雷德·諾貝爾遺囑，在其逝世五周年紀念日設立第一屆諾貝爾獎。
- 1921年：中国共产党第一份妇女刊物《妇女声》创刊。
- 1922年：中国北洋政府收回青岛后，设胶澳商埠督办公署。
- 1936年：英國國王愛德華八世為了迎娶美國失婚名流華里絲·辛普森而簽署退位文件，成為英國史上唯一自願退位的君主。
- 1937年：科学家发现爪哇人。
- 1941年：大日本帝國海軍在馬來亞海戰擊沉英國皇家海軍的威爾斯親王號戰艦與反擊號戰鬥巡洋艦。
- 1941年：太平洋戰爭日軍陸戰隊登陸攻佔第一塊美國領地關島。
- 1948年：联合国大会通过并颁布了《世界人权宣言》。
- 1949年：蔣中正與蔣經國從四川成都搭機飛往台灣，至此中華民國政府遷台。
- 1961年：香港警方偵破「三狼案」。
- 1965年：拉美議會成立。
- 1969年：马来西亚居銮市遭遇特大水灾，此水灾是居銮经历开埠后最大的一场洪水浩劫，造成惨重人命丧亡和难以估计的财物损失。[1]
- 1970年：在泰國北部的美斯樂村莊周圍，目前代表泰國政府作戰的中國反共勢力殘部發動了為期五年的反當地共產黨叛亂活動。
- 1977年：恢复后的第一届普通高等学校招生全国统一考试举行。
- 1979年：臺灣黨外運動人士在高雄市發起遊行演講期間發生嚴重警民衝突，隨後中華民國政府對黨外運動人士展開大規模逮捕與審判。
- 1983年：勞爾·阿方辛在長達七年多的軍事獨裁統治後，成為阿根廷第一位民選上任的總統。
- 1984年：联合国大会通过《禁止酷刑公约》。
- 1987年：上海黄浦江上的陆家嘴轮渡站，因大雾封江导致轮渡站滞留人员过多，开航后发生人流踩踏，造成66死22伤的重大安全事故。
- 1989年：查希亚·额勒贝格道尔吉在蒙古亲民主示威运动中成立蒙古民主联盟。
- 1993年：中華民國海軍军官尹清枫被杀害，进而引发军购丑闻。
- 1996年：联合国对伊拉克实施石油换食品计划。
- 1996年：南非总统纳尔逊·曼德拉签署新宪法。
- 1997年：哈萨克斯坦迁都，阿斯塔纳取代阿拉木圖。

### 21世紀
- 2022年：摩洛哥创造非洲足球历史，淘汰葡萄牙杀入世界杯半决赛。

## 出生
- 553年：陳叔寶，陳宣帝陳頊長子，南朝陳第五任皇帝（604年逝世）
- 1394年：詹姆斯一世，蘇格蘭王國君主、詩人（1437年逝世）
- 1489年：加斯東·德·富瓦，法國軍事將領，訥穆爾公爵（1512年逝世）
- 1751年：喬治·肖，英國植物學家、動物學家（1813年逝世）
- 1804年：卡爾·雅可比，德國數學家（1851年逝世）
- 1815年：愛達·勒芙蕾絲，英國數學家、作家，史上第一位程式設計師（1852年逝世）
- 1821年：尼古拉·阿列克謝耶維奇·涅克拉索夫，俄國詩人、作家、批評家、及出版商（1878年逝世）
- 1822年：塞扎爾·法朗克，比利時裔法國作曲家、管風琴演奏家、音樂教育家（1890年逝世）
- 1830年：艾蜜莉·狄金生，美國詩人（1886年逝世）
- 1851年：麥爾威·杜威，美國圖書館管理學家（1931年逝世）
- 1870年：阿道夫·路斯，奧地利建築師（1933年逝世）
- 1878年：查克拉瓦尔蒂·拉贾戈巴拉查理，印度律師、作家、降神師、總督（1972年逝世）
- 1882年：奧圖·紐拉特，奧地利科學家、社會學家、經濟學學者、哲學家（1945年逝世）
- 1891年：哈羅德·亞歷山大，加拿大總督（1969年逝世）
- 1891年：内莉·萨克斯，德國詩人、劇作家，1966年諾貝爾文學獎得主（1970年逝世）
- 1903年：瑪麗·諾頓，英國兒童文學作家，代表作《地板下的小矮人》 (1992年逝世）
- 1904年：安東寧·諾沃提尼，捷克斯洛伐克政治人物，第7任捷克斯洛伐克總統 (1975年逝世）
- 1907年：，法國足球運動員（2005年逝世）
- 1908年：奥利維埃·梅西安，法國作曲家、風琴家、鳥類學家（1992年逝世）
- 1916年：陳萬裕，臺灣醫師（2015年逝世）
- 1920年：克拉麗斯·利斯佩克托，巴西流亡作家（1977年逝世）
- 1922年：愛德華·H·辛普森，英國密碼破譯員、統計學家、公務員（2019年逝世）
- 1933年：岩松信，日裔美國男演員（2006年逝世）
- 1934年：霍華德·馬丁·特明，美國遺傳學家，1975年諾貝爾生理學或医學獎得主（1994年逝世）
- 1935年：楊炳林，中國電子遊戲主播
- 1941年：坂本九，日本歌手、演員（1985年逝世）
- 1943年：余子明，香港男演員（2022年逝世）
- 1949年：洪醒夫，台灣文學作家（1982年逝世）
- 1949年：大衛·珀杜，美國政治人物
- 1951年：羅斯瑪·曼梳，馬來西亞第6任首相納吉·阿都拉薩的夫人
- 1954年：張友驊，台灣政論名嘴（2024年逝世）
- 1954年：素里亞·莊龍倫吉，泰國政治人物
- 1956年：歐文龍，澳门政界人物
- 1956年：羅德·布拉戈耶維奇，美國政治人物，第40任伊利諾州州長
- 1957年：邁克爾·克拉克·鄧肯，美國演員（2012年逝世）
- 1958年：福本伸行，日本漫畫家
- 1958年：范明正，越南政治人物，現任越南總理
- 1958年：柯奈莉亞·馮克，德國作家
- 1960年：郎平，中國女子排球運動員、教練員
- 1960年：，北愛爾蘭電影導演、演員
- 1961年：歐瑞偉，香港演員
- 1962年：桂正和，日本漫画家
- 1964年：劉美君，香港女歌手
- 1964年：施文彬，台灣歌手
- 1964年：巴比·福雷，美國知名廚師
- 1966年：小栗左多里，日本女性漫畫家
- 1968年：荻野目洋子，日本女歌手、演員
- 1970年：佐藤裕美，日本女歌英國百憂解樂團主唱、吉他手、作曲者
- 1971年：林海，中國男主持人
- 1972年：布萊恩·莫爾可，英國樂團百憂解主唱、吉他手、作曲者
- 1974年：米洛什·武切維奇，塞爾維亞律師、政治人物，現任塞爾維亞總理
- 1975年：星卉，台灣女演員
- 1975年：約斯普·斯科克，克羅埃西亞裔澳洲足球員
- 1977年：埃曼紐爾·施萊琪，猶太裔加拿大演員
- 1978年：蔡妍，韓國女歌手
- 1980年：張永宙，韓裔美籍小提琴演奏家
- 1981年：妮可·帕爾曼，美國編劇
- 1981年：法比奥·羅申巴克，巴西足球運動員
- 1984年：大滝若菜，日本歌手
- 1985年：查理·阿當，蘇格蘭足球運動員
- 1985年：新田惠海，日本女性聲優
- 1986年：蔡玓彤，台灣主持人、女歌手
- 1986年：李宣榕，台灣女歌手
- 1986年：馬修·貝茨，英格蘭足球運動員
- 1987年：，阿根廷足球運動員
- 1988年：賴文飛，香港足球運動員
- 1990年：洪佩瑜，台灣女歌手
- 1990年：石知田，台灣男演員
- 1990年：松井咲子，日本女子偶像團體AKB48成員
- 1990年：布里奧尼·佩吉，英國女子競技體操運動員
- 1990年：卡曾加·盧阿盧阿，剛果民主共和國足球運動員
- 1991年：LE，韓國女子偶像團體EXID成員
- 1992年：蔣嘉琦，香港女騎師
- 1993年：凱蒂·金，韓國女歌手
- 1996年：李沐，台灣女演員
- 1996年：姜丹尼爾，韓國男歌手、偶像團體Wanna One成員
- 1996年：喬納斯·溫格高，丹麥自由車手

## 逝世
- 1573年：三好義繼，日本戰國武將（1551年出生）
- 1603年：威廉·吉爾伯特，英国物理學家（1540年出生）
- 1718年：斯蒂德·邦尼特，巴貝多海盜（1688年出生）
- 1810年：約翰·克里斯蒂安·丹尼爾·馮·施雷貝爾，德國博物學家（1739年出生）
- 1842年：羅蘭·希爾，英國陸軍軍官，第一代希爾子爵（1772年出生）
- 1858年：約瑟夫·保羅·蓋馬爾，法國船醫、博物學家（1793年出生）
- 1867年：坂本龙马，日本维新志士（1835年出生）
- 1868年：休·達爾林普爾·羅斯，英國陸軍軍官（1779年出生）
- 1884年：愛德華·呂佩爾，德國博物學家、探險家（1794年出生）
- 1896年：阿尔弗雷德·诺贝尔，瑞典化学家和发明家（1833年出生）
- 1906年：貝漢津，贝宁民族英雄（約1845年出生）
- 1911年：約瑟夫·道爾頓·胡克，英國植物學家（1817年出生）
- 1918年：弗朗西斯·彼得，紐西蘭建築師（1847年出生）
- 1928年：查爾斯·雷尼·麥金托什，蘇格蘭建築師（1868年出生）
- 1936年：皮兰德娄，意大利戏剧家、小说家，1934年诺贝尔文学奖得主（1867年出生）
- 1937年：易安华，南京保卫战中，国民革命军第八十七师二五九旅少将旅长，与日军血战殉国（1900年出生）
- 1941年：湯姆·菲利普斯，英國皇家海軍軍官（1888年出生）
- 1968年：卡爾·巴特，瑞士神學家（1886年出生）
- 1968年：田汉，中國戏剧活动家、剧作家、诗人（1898年出生）
- 1972年：邓子恢，中國革命家、中华人民共和国国务院前副總理、闽西革命根据地创始人之一（1896年出生）
- 1974年：東海林俊成，日本陸軍少將（1890年出生）
- 1987年：雅沙·海飛茲，俄裔美籍小提琴家（1901年出生）
- 1990年：阿莫德·哈默，美國企業家（1898年出生）
- 1998年：王淦昌，華人物理学家（1907年出生）
- 2003年：張奧偉，香港政界人物（1922年出生）
- 2006年：奥古斯托·皮诺切特，智利軍事人物、獨裁者，第30任智利總統（1915年出生）
- 2009年：赫健士，香港法官（1921年出生）
- 2014年：趙舜，臺灣資深演員（1956年出生）[2]
- 2018年：江丙坤，台灣政治人物（1932年出生）
- 2018年：陳俊志，臺灣男同性戀紀錄片導演、作家、性別人權運動者（1967年出生）
- 2022年：華嚴，臺灣女性作家（1922年出生）
- 2023年：陳瑩霖，臺灣公共衛生學家（1934年出生）
- 2023年：橫宮七海，日本AV女優（2002年出生）
- 2024年：S·M·克里希納，印度政治人物，曾任印度外交部長（1932年出生）
- 2024年：俞建華，中國外交官（1961年出生）

## 节假日和习俗
- 國際人权日
- 泰國：憲法日